# Paramathes pulchrisigna
Paramathes pulchrisigna är en fjärilsart som beskrevs av Charles Boursin 1954. Paramathes pulchrisigna ingår i släktet Paramathes och familjen nattflyn. Inga underarter finns listade i Catalogue of Life.